# Ceratonotus coineaui
Ceratonotus coineaui is een eenoogkreeftjessoort uit de familie van de Ancorabolidae. De wetenschappelijke naam van de soort is voor het eerst geldig gepubliceerd in 1964 door Soyer.